# Chaplar (Kelbajar)
Chaplar est un village de la région de Kelbajar en Azerbaïdjan.

## Histoire
En 1993-2020, Chaplar était sous le contrôle des forces armées arméniennes. Le 25 novembre 2020, sur la base d'un accord trilatéral entre l'Azerbaïdjan, l'Arménie et la Russie en date du 10 novembre 2020, la région de Kelbajar, y compris le village de Chaplar, a été restituée sous le contrôle de l'Azerbaïdjan. 

## Sources
Mansir boulaghi, Yeddibulag, Geuylu boulag, Neuyutlu boulag, Kharaba boulaghi, Tchinguil boulag, Zeynalabdin boulaghi, Novlu boulag, Utchugun boulaghi, Tourch sou, Alpana uchaginin boulaghi, Kend yurdun boulaghi, Tozlugun boulaghi, Aralig boulaghi, Tchokek boulag, Qonqur boulag, Dolayi boulag, Qochaboulaglar, etc.